# Асен Павлов
Асен Павлов Баев е български политик от БЗНС Пладне.

## Биография
Роден е през 1898 г. в село Александрово, Ловешко. През 1918 г. е един от основателите на младежката земеделска група в Плевен, а от следващата година е член на БЗНС.
През 1923 г. завършва курс по педагогика в Лайпциг, а през 1930 г. - и агрономство в Прага. Между 1924 и 1930 г. е секретар на Българския студентски земеделски съюз в Чехословакия и на българската секция на земеделския интернационал. Бил е подпредседател на антифашистката студентска организация „Нарстуд“ и на международното младежко аграрно бюро. Завръща се в България през 1932 г. Тогава участва в основаването на БЗНС Пладне. През 1932-1933 г. е секретар на партията, а от 1933 до 1934 г. е член на Управителния съвет на БЗНС-обединен, който включва БЗНС Пладне и БЗНС Врабча-1. От 1939 до 1944 г. е в ръководството на Общия съюз на Българските земеделски кооперации. По това време е арестуван и интерниран за антиправителствена дейност.
Министър на земеделието в периода 9 септември 1944 – 17 август 1945 г. Застава на страната на Никола Петков и преминава в опозиция на ОФ, за което е репресиран. След това в периода 1946-1949 е народен представител в Третото до Седмото народни събрания. Между 1957 и 1977 г. отново е в ОФ. Членува в УС на БЗНС и бюрото на Националния съвет на ОФ. Между 1962 и 1972 е член на ПП на БЗНС.